# Francisco Fernández Buey
Francisco Fernández Buey (Palència, 1943 - Barcelona, 25 d'agost de 2012) va ser un filòsof comunista i assagista espanyol.

## Trajectòria acadèmica
Va estudiar filosofia a la Universitat de Barcelona. Allà es va formar successivament amb el poeta i esteta José María Valverde, amb el filòsof hel·lenista Emilio Lledó i amb el lògic i filòsof marxista Manuel Sacristán. Expulsat de la universitat espanyola el 1966 per la seva activitat antifranquista, a finals de la dècada dels seixanta i començaments de la següent treballar com a traductor per a diverses editorials de Barcelona i Madrid i com col·laborador de diverses enciclopèdies per a les quals va escriure articles de temàtica filosòfica i sociològica. Des de 1972 va exercir la docència a la Universitat. Va ser professor en els departaments de Filosofia, Economia i Sociologia de les universitats de Valladolid i Barcelona (UB) i Universitat Pompeu Fabra

## El seu pensament filosòfic
El més rellevant de l'obra de Fernández Buey està dedicat a la filosofia moral, social i política i a la història de les idees, sobretot a la història del pensament socialista. Les seves aportacions en aquest àmbit estan recollides en els sis llibres següents: De la crítica del marxismo cientificista (1983), on defensa el marxisme del mètode i de la subjectivitat, amb una clara orientació gramsciana, enfront de les pretensions epistemològiques del marxisme estructuralista i cientificista, La ilusión del método (1992), que és una defensa del racionalisme temperat en l'àmbit de la teoria del mètode i la filosofia de la ciència: reivindica la consideració teòrica de la ciència d'Albert Einstein i perllonga l'orientació epistemològica oberta per Otto Neurath, La gran perturbación (1996), un estudi de les controvèrsies sobre el xoc cultural i la visió de l'altre a l'Espanya del segle xvi, a partir del descobriment i la conquesta d'Amèrica, obra en la qual revalora el punt de vista lascasià, La barbarie: de ellos y de los nuestros (1996), un estudi històric-filosòfic sobre la noció de barbàrie, en què perllonga la perspectiva lascasiana i teoritza la seva vigència, Ética y filosoíia política (2001), on proposa un enfocament d'ètica pràctica per abordar assumptes públics controvertits (avortament, eutanàsia, crisi ecològica, pacifisme i tecnociència) al començament del segle xxi, argumentant la importància que ara té la cultura científica per fonamentar una filosofia dels assumptes públics, i Poliética (2003), assaig en el qual argumenta a favor de la política com ètica de la vida col·lectiva a partir de l'anàlisi particularitzada de l'obra d'una sèrie d'autors singulars del segle XX (Karl Kraus, Georg Lukács, Bertolt Brecht, Simone Weil, Hannah Arendt i Primo Levi).
Fernández Buey ha estat un dels principals difusors de les obres de Karl Marx i d'Antonio Gramsci a Espanya. Sobre l'obra del pensador alemany va escriure un assaig polèmic i innovador: Marx (sin ismos) (1999), i sobre el filòsof comunista italià, entre altres coses, Ensayos sobre Gramsci (1977) i Leyendo a Gramsci (2001), a més de nombrosos articles que han estat recollits en diverses antologies italianes.
En l'àmbit dels estudis gramscians ha destacat per continuar la tasca historicocrítica empresa per Valentino Gerratana a Itàlia i per Manuel Sacristán a Espanya. Ha estat membre fundador de la International Gramsci Society (IGS) i és corresponsal de la revista italiana Critica marxista. Diversos dels seus assajos sobre marxisme, sobre Marx i sobre Gramsci han estat traduïts a l'anglès (a Science and Society i Rethinking Marxism), l'alemany (a Das Argument i Tramvia), l'italià (en Rinascita, Crítica marxista, Istituto Gramsci, IGS, Liberazione, etc.), al francès (en Dialectique i Actuel Marx), al portuguès (a Gramsci i Brasil i en publicacions de la Universitat de Rio de Janeiro i de la Universitat Federal de Mato Grosso), etc.
Fernández Buey ha defensat la filosofia de la praxi, un filosofar mundà i laic, atent als problemes sociopolítics i culturals del món contemporani, un marxisme de la subjectivitat, obert i càlid, d'arrel humanista, prestant particular atenció als problemes, desitjos i esperances dels de baix, a les utopies i a les reivindicacions bàsiques de les persones, pobles i comunitats les veus han estat silenciades al llarg de la història. En els seus llibres, assajos i articles ha tractat de relacionar la inspiració cientificosocial del marxisme clàssic amb la filosofia de l'alteritat que es deriva d'altres tradicions d'alliberament, propiciant l'enfocament dialògic.

## Obres[2][3][4]
- Conocer Lenin y su obra. Barcelona: Dopesa, 1977.
- Ensayos sobre Gramsci. Barcelona: Editorial Materiales, 1978.
- Contribución a la crítica del marxismo cientificista: una aproximación a la obra de Galvano della Volpe. Barcelona: Edicions de la Universitat de Barcelona, 1984.
- Albert Einstein: filósofo de la paz. Valladolid: Publicaciones del Centro de Información y Documentación para la Paz y el Desarme, 1986.
- La ilusión del método: Ideas para un racionalismo bien temperado. Barcelona: Crítica, 1991.
- Discursos para insumisos discretos. Madrid: Ediciones Libertarias, 1993.
- Redes que dan libertad. Introducción a los nuevos movimientos sociales. Barcelona: Ediciones Paidos, 1994 (amb Jorge Riechmann).
- La barbarie. De ellos y de los nuestros. Barcelona: Paidós, 1995.
- La gran perturbación. Discurso del indio metropolitano. Barcelona: Destino, 1995.
- Ni tribunos. Ideas y materiales para un programa eco-socialista. Madrid: Siglo XXI, 1996 (amb Jorge Riechmann).
- Trabajar sin destruir. Trabajadores, sindicatos y ecologismo. Madrid: Ediciones HOAC, 1998 (amb Jorge Riechmann).
- Marx (sin ismos). Vilassar de Dalt: El Viejo Topo, 1998.
- Ética y filosofía política: Asuntos públicos controvertidos. Barcelona: Bellaterra, 2000.
- Leyendo a Gramsci, Mataró: El Viejo Topo, 2001.
- Poliética, Madrid, Editorial Losada, 2003.
- Guía para una globalización alternativa: Otro mundo es posible. Barcelona: Ediciones B, 2004.
- Albert Einstein. Ciencia y conciencia, Vilassar de Dalt: El Viejo Topo, 2005.
- Utopías e ilusiones naturales, Vilassar de Dalt: El Viejo Topo, 2007
- Por una universidad democrática. Vilassar de Dalt: El Viejo Topo, 2009.

Volums pòstums:
- Para la tercera cultura: Ensayos sobre ciencias y humanidades. Vilassar de Dalt: El Viejo Topo, 2013.
- Filosofar desde abajo. Madrid: Catarata, 2014. (antologia)
- Sobre Manuel Sacristán. Vilassar de Dalt: El Viejo Topo, 2015.
- Sobre federalismo, autodeterminación y republicanismo. Vilassar de Dalt: El Viejo Topo, 2015.
- 1917: variaciones sobre la Revolución de Octubre, su historia y sus consecuencias. Vilassar de Dalt: El Viejo Topo, 2017.
- Marx a contracorriente: en el bicentenario del nacimiento del autor de El capital. Vilassar de Dalt: El Viejo Topo, 2018.
- Barbarie y resistencias : sobre movimentos sociales críticos y alternativos. Vilassar de Dalt: El Viejo Topo, 2019 (amb Manuel Sacristán).
- Sobre Simone Weil: El compromiso con los desdichados. Vilassar de Dalt: El Viejo Topo, 2020.
- Sobre izquierda alternativa y cristianismo emancipador. Madrid: Trotta, 2021.